# Phillip Logan

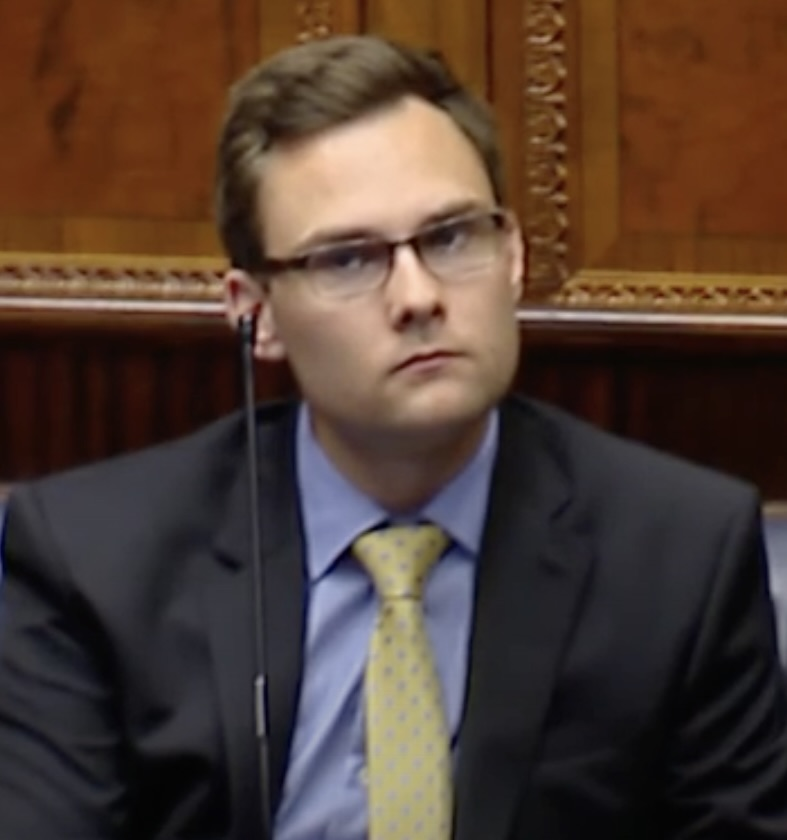
Phillip Logan

Phillip Logan  ist ein ehemaliger nordirischer Politiker der unionistischen DUP. Von 2016 bis 2017 war er Mitglied der Nordirland-Versammlung.

## Werdegang
Logan kandidierte im Mai 2016 erfolgreich im Wahlkreis North Antrim für die Nordirland-Versammlung. Bei der vorgezogenen Neuwahl im Mai 2017 trat er erneut an, verlor aber seinen Sitz wieder. Dabei hatte er das Pech, dass aufgrund der im Fresh Start Agreement vereinbarten Parlamentsreform in jedem Wahlkreis nur noch fünf Mandate zu vergeben waren und der von ihm errungene sechste Platz nicht mehr ausreichte. Später arbeitete als Geschäftsführer eines Einrichtungshauses.